# Последняя жертва (фильм)
«После́дняя же́ртва» — советский художественный широкоформатный фильм по одноимённой пьесе А. Н. Островского.

## Сюжет
Для богатой купеческой вдовы Юлии Павловны Тугиной, живущей тихо и уединённо, единственной радостью и смыслом жизни становится любовь к обедневшему красавцу-дворянину Вадиму Дульчину. Но её любовник, не способный к серьёзным чувствам, склонный к роскошной жизни и азартным играм, постепенно приводит её на грань разорения.
В ситуацию вмешивается друг покойного мужа Тугиной, купец-миллионер Флор Федулыч Прибытков, брак с которым становится единственным выходом для Юлии Павловны, понявшей, что Дульчин никогда её не любил.

## В ролях
- Маргарита Володина — Юлия Павловна Тугина
- Олег Стриженов — обедневший дворянин Вадим Григорьевич Дульчин
- Михаил Глузский — Флор Федулыч Прибытков
- Леонид Куравлёв — племянник Фрол Федулыча Лавр Мироныч
- Ольга Науменко — дочь Лавра Мироныча Ирина Лавровна
- Владимир Кенигсон — Салай Салтаныч
- Валерий Филатов — Лука Герасимович Дергачёв
- Мария Виноградова — Михеевна
- Павел Винник — Кисловский
- Лионелла Пырьева — графиня Круглая
- Роман Хомятов — инспектор по строительству железных дорог Алексей Дмитриевич Мирович
- Ольга Гобзева — модистка-француженка
- Пётр Аржанов — князь Бартемьев
- Лидия Савченко — вдова Пивокурова
- Сергей Курилов — управляющий банком
- Виктор Проскурин — гусар
- Валентина Ананьина — купчиха
- Георгий Тусузов — ростовщик
- Клара Белова — служанка
- Леонид Иудов — дворник
- Анатолий Обухов — петербургский гурман
- Чеслав Сушкевич — старый генерал

## Съёмочная группа
- Авторы сценария: Владимир Зуев, Пётр Тодоровский
- Режиссёр: Пётр Тодоровский
- Оператор: Леонид Калашников
- Художник: Геннадий Мясников
- Композитор: Исаак Шварц

## Музыка
- В фильме прозвучал романс Исаака Шварца на стихи Булата Окуджавы «В нашем старом саду»[1] в исполнении Любови Стриженовой[2].